# SN 1998eg
SN 1998eg – supernowa typu Ia odkryta 24 października 1998 roku w galaktyce M+01-57-14. Jej maksymalna jasność wynosiła 16,62m.